# E.T. the Extra-Terrestrial (Computerspiel)

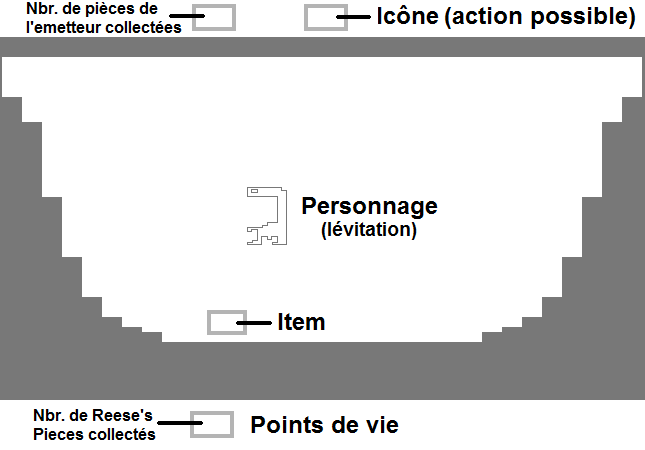
Skizze der Benutzeroberfläche des Spiels

E.T. the Extra-Terrestrial ist ein Adventurespiel, das 1982 von Atari für die hauseigene Konsole Atari 2600 veröffentlicht wurde. Das Spiel wird aufgrund seines gravierenden kommerziellen Misserfolgs häufig mit dem Video Game Crash von 1983 in Verbindung gebracht und gilt in der retrospektiven Rezeption auch weitläufig als eines der bisher schlechtesten Spiele. Nach Ausgrabungen in der Wüste von Mexiko und weiteren Recherchen wurden 728000 überschüssige Atari-Module dort auf einer Mülldeponie vergraben, von denen auch etliche E.T.-Module waren.

## Spielprinzip
Der Spieler steuert E.T., der am Spielanfang von einem Raumschiff auf die Erde gebracht wurde. E.T. muss drei Teile eines Telefons finden, die sich in den überall verstreuten Löchern (dunkelgrüne Bereiche) verbergen. E.T. muss daher die Löcher inspizieren, in die er sich hineinfallen lässt (s. Skizze). Auf den Spielfeldern mit den Löchern sind Fragezeichen versteckt und wenn sich E.T. auf einen Platz mit einem Fragezeichen bewegt, wird dieses auf dem Bildschirm angezeigt. Wenn E.T. dann per Knopfdruck auf den Joystick den Hals hochstreckt, wird angezeigt, ob in diesem Spielfeld ein Telefonteil vorhanden ist und in welchem Loch es sich befindet (es flackert ein Licht direkt im richtigen Loch auf). Somit muss sich E.T. nicht wahllos in die Löcher stürzen und kann damit Lebenspunkte sparen. Um wieder herauszukommen, streckt E.T. den Hals in die Höhe (Knopfdruck auf dem Joystick) und schwebt nach oben (Joystick nach oben). Oft fällt E.T. jedoch in das Loch zurück und die Prozedur fängt von vorne an. Das geschieht aber meist durch einen Bedienfehler des Spielers, wenn man den Hals noch hochgestreckt lässt, wenn E.T. an der Oberfläche angekommen ist, kann er weiter über das Loch hinweg bis zum sicheren Boden schweben. Die Unkenntnis über die richtige Steuerungsweise, damit E.T. nach dem Erreichen der Oberfläche nicht gleich wieder in eine Grube zurückfällt (was sehr entmutigend wirken kann), trug ganz besonders zur schlechten Reputation des Spiels bei. Fällt E.T. in ein Loch, kann man durch schnelles Reagieren verhindern, dass er bis zum Grund des Lochs fällt und ihn bereits in der Luft zum Halten bringen (durch Drücken des Knopfs auf dem Joystick und Hochstrecken des Halses). Wenn E.T. nicht ungebremst bis auf den Boden des Lochs fällt, verliert er keine 269 Lebenspunkte, welche für einen Aufprall auf den Boden abgezogen werden. Deshalb empfiehlt es sich, beim Hineinfallen in eine leere Grube sofort den Steuerknopf zu drücken und E.T. wieder sofort nach oben schweben zu lassen. Somit ist der Weg zur Oberfläche kürzer und E.T. verliert folglich weniger Lebenspunkte. Bei einer Grube mit einem Telefonteil oder der Blume kann man E.T. hingegen fast bis zum Boden fallen lassen und ihn dann sofort nach unten schweben lassen. Da dann der Weg zum Boden kürzer ist, verbraucht E.T. auch hier wiederum weniger Lebenspunkte und spart sich auch den Energieabzug, welcher durch einen ungebremsten Aufprall erfolgt (E.T. verliert auch während des Stehens in der Luft Lebenspunkte, deshalb muss er sofort nach oben oder unten bewegt werden). In jedem Spielfeld sind Richtungspfeile versteckt, steht E.T. auf einem Pfeil, dann kann er per Knopfdruck in das gegenüberliegende Spielfeld transferiert werden, in welches der Pfeil zeigt. Somit kann sich E.T. schnell zwischen den einzelnen Spielflächen bewegen und seinen Verfolgern entkommen, ohne viele Lebenspunkte beim Gehen oder Rennen einzubüßen. Allerdings kann es auch geschehen, dass E.T. im gegenüberliegenden Spielfeld nicht auf der sicheren Oberfläche ankommt, sondern direkt in ein Loch fällt und somit wieder Lebenspunkte benötigt, um aus diesem herauszukommen.
Am Spielanfang hat E.T. 9999 Lebenspunkte, die sich reduzieren, wenn er
- geht oder rennt,
- in eine Grube fällt und an deren Boden aufprallt,
- in der Grube nach oben oder unten schwebt und nach Erreichen der Oberfläche weiter auf den sicheren Boden schwebt,
- in der Grube in der Luft stehenbleibt,
- den Hals hochstreckt,
- sich aus den Fängen des Wissenschaftlers zu befreien versucht.

Nachdem die Lebenspunkte aufgebraucht sind, ist E.T. tot. Allerdings ist das Spiel dann nicht vorbei, Elliott kommt noch insgesamt drei Mal zu ihm, erweckt ihn wieder zum Leben und er erhält ebenso noch drei Mal weitere 1500 Lebenspunkte. In einer der Gruben befindet sich zudem eine verdorrte Blume, bewegt man E.T. auf diese und drückt den Steuerknopf, dann erblüht diese zu neuem Leben und Elliott kommt dann ein viertes Mal zu E.T. und er erhält nochmals 1500 Lebenspunkte. Werden die zusätzlichen Lebenspunkte durch das Wiederbeleben der Blume im aktuellen Spiel nicht verbraucht, dann werden sie ins nächste Spiel mitgenommen (wenn man somit beispielsweise in der zweiten Runde die Blume wiederbelebt, dann kommt Elliott fünf anstatt nur vier Mal mit den je 1500 Lebenspunkten). Weiters sind auf den Spielfeldern mit den Löchern Punkte (in der originalen Anleitung als Süßigkeiten bezeichnet) verteilt, die E.T. einsammeln kann. Dazu sind auf den Spielfeldern zwei weitere Symbole versteckt und wenn E.T. sich darauf bewegt, erscheinen sie auf dem Bildschirm und E.T. kann die Süßigkeiten verwenden. Bei einem Symbol (Punkt mit Umrandung) kann er die Süßigkeiten gegen Lebenspunkte eintauschen (er bekommt dafür pro Süßigkeit weitere 341 Lebenspunkte) und beim anderen Symbol (ein e mit stilisiertem Rufzeichen = Elliott rufen) wird Elliott herbeigerufen, welcher E.T. die Süßigkeiten abnimmt. In diesem Fall werden sie von Elliott aufbewahrt und am Ende des Spiels werden hierbei zum erspielten Endergebnis pro Süßigkeit 770 Punkte hinzugefügt (somit hat man einen höheren Endstand, wenn die Süßigkeiten an Elliott weitergegeben werden, hat allerdings natürlich auch weniger Lebenspunkte zur Verfügung, um das Ziel des Spiels zu erreichen). E.T. kann insgesamt 9 Süßigkeiten mit sich tragen, dann muss er sie entweder gegen Lebenspunkte eintauschen oder sie an Elliott abgeben, bevor er weitere aufsammeln kann. Wenn E.T. auf einmal 9 Süßigkeiten an Elliott abgibt, bringt ihm Elliott zudem ein Telefonteil. Für gesammelte aber vor dem Spielende nicht gegen Lebenspunkte eingetauschte oder von Elliott abgeholte Süßigkeiten werden dem Endergebnis pro Süßigkeit 490 Punkte hinzugefügt. Im Laufe der Reduzierung der Lebenspunkte wirkt sich der "verschlechterte Gesundheitszustand" auf die Körperfarbe von E.T. aus, bei der Unterschreitung von 4000 und 2000 Energieeinheiten nimmt er einen helleren Farbton an.
Es gibt insgesamt drei Modi, im ersten wird das Spiel durch einen FBI-Agenten (im beigefarbenen Mantel und Hut) und durch einen Wissenschaftler (im weißen Kittel) erschwert. Der FBI-Agent entwendet E.T. bei jeder Berührung ein Telefonteil und wenn er ihm alle Telefonteile abgenommen hat (oder E.T. noch keine Teile gesammelt hat), dann schnappt er sich sämtliche Süßigkeiten auf einen Schlag, welche E.T. gerade mit sich trägt. Der Wissenschaftler hingegen ist das kleinere Übel, er verschleppt E.T. lediglich ins wissenschaftliche Institut im Spielfeld mit den Gebäuden und das Spiel muss dann von hier aus fortgesetzt werden, dabei verliert E.T. aber weder Telefonteile, Süßigkeiten noch Lebenspunkte (außer er soll wieder zum Ort der Entführung zurückbewegt werden, da dort möglicherweise bereits ein Telefonteil ausgemacht wurde, dann verliert er für die zusätzliche Wegstrecke die entsprechenden Lebenspunkte). E.T. kann aus den Fängen des Wissenschaftlers auch wieder befreit werden, indem der Spieler den Steuerknopf dauerhaft gedrückt hält und am Joystick rüttelt, das kostet jedoch viele Lebenspunkte, zudem klappt die Befreiung mal mehr oder weniger schnell, manchmal gelingt sie auch gar nicht. Im zweiten Modus fehlt der Wissenschaftler und E.T. wird nur vom FBI-Agent verfolgt. Im dritten Modus fehlt sowohl der FBI-Agent wie auch der Wissenschaftler, während diese Spielvariante sehr einfach und schnell gelöst werden kann (und deshalb rasch den Reiz verliert und langweilig wird), sind für Spielanfänger die beiden Modi mit den Verfolgern äußerst schwierig, da diese praktisch ununterbrochen auf den Spielfeldern auftauchen und im Gegensatz zu E.T. auch direkt über die Löcher laufen können, ohne in diese hineinzufallen. Somit muss E.T. stets rennen, um den Verfolgern zu entkommen und dabei auch noch den Löchern ausweichen (wenn E.T. in ein Loch fällt und wieder herauskommt, wartet der Verfolger dort bereits auf ihn). Durch das ständige Rennen und das Hineinfallen in die Löcher sowie das Verlieren der Telefonteile (und erneute Suchen danach) an den FBI-Agenten verliert E.T. sehr schnell viele Lebenspunkte, sodass das Spiel nur durch viel Übung erfolgreich beendet werden kann. Die Modi mit dem FBI-Agenten (der Wissenschaftler ist zwar eine weitaus geringere Gefahr, aber dafür ziemlich lästig) führen jedoch recht schnell zur Frustration, manche Spieler verlieren die Geduld und kommen deshalb gar nicht so weit, um sich das notwendige spielerische Können anzueignen. Dieser Umstand ist ebenso einer der Gründe, weshalb das Spiel so negativ aufgenommen wurde, dies hätte durch weitere Modi, in denen die Verfolger nur gelegentlich erscheinen, verhindert werden können. 
Im Spiel gibt es neben den Fragezeichen und Richtungspfeilen noch andere Symbole, steht E.T. auf einem Symbol mit der Silhouette eines Gebäudes, kann er den FBI-Agenten, den Wissenschaftler und auch Elliott per Knopfdruck ins Spielfeld mit den Gebäuden transferieren. Bei den Gebäuden handelt es sich um die FBI-Zentrale (oben links), um ein wissenschaftliches Institut (oben rechts) sowie um das Elternhaus von Elliott (unten). Somit kann er kurzfristig seinen Verfolgern entkommen oder Elliott zurückrufen, falls er ihn versehentlich zur Abholung der Süßigkeiten gerufen hat. Hat E.T. alle drei Telefonteile beisammen, muss er ein weiteres Symbol suchen (dieses sieht je nach Interpretation wie ein Alien oder ein Raumschiff aus), an dessen Stelle er mithilfe des zusammengebauten Telefons das Raumschiff herbeirufen kann (es empfiehlt sich, das Symbol schon vorab ausfindig zu machen und sich die Stelle zu merken, vor allem dann, wenn man die Modi mit dem FBI-Agenten und dem Wissenschaftler spielt). Sobald E.T. auf diesem Symbol den Hals hochgestreckt hat, startet ein Countdown und E.T. muss so schnell wie möglich zurück in den Wald bewegt werden, wo ihn das Raumschiff zurückgelassen hat. Im Wald muss er dann noch das Ziel-Symbol für den Landeplatz finden und sich darauf platzieren, bevor der Countdown abgelaufen ist (ist dieser abgelaufen, muss E.T. wieder zum "Herbeiruf-Symbol" zurückkehren und der Countdown startet erneut, dieser Vorgang kann unbegrenzt wiederholt werden, sofern die Lebenspunkte nicht aufgebraucht sind). Schafft E.T. es rechtzeitig auf den Landeplatz vor Ablauf des Countdowns (es bleiben dafür ab dem Knopfdruck beim Herbeiruf-Symbol 34 Sekunden Zeit, der Countdown teilt sich in eine langsame Sequenz mit einer Dauer von 30 Sekunden und in eine am Ende schnell verlaufende Sequenz mit einer Zeitspanne von nur 4 Sekunden auf), dann wird er vom Raumschiff abgeholt und das Spiel wurde erfolgreich absolviert. Wenn sich allerdings am Ende des Countdowns einer der beiden Verfolger im Wald befindet, bzw. sich dieser noch nicht durch das Symbol mit der Gebäude-Silhouette daraus vertreiben lassen hat, dann wird E.T. nicht vom Raumschiff abgeholt und muss sich wieder zum Herbeiruf-Symbol aufmachen, um den Countdown nochmals zu starten. Hierzu ist es ratsam, E.T. bis zum Ablauf der ersten Countdown-Sequenz auf dem Symbol mit der Gebäude-Silhouette zu platzieren, damit ein Verfolger bei dessen Erscheinen sofort vertrieben werden kann und dann erst bei Beginn der zweiten Countdown-Sequenz (somit 4 Sekunden vor der Abholung durch das Raumschiff) auf das zuvor bereits ausfindig gemachte Ziel-Symbol zu wechseln. Während des Countdowns kann E.T. nach wie vor vom Wissenschaftler entführt werden und der FBI-Agent kann ihm auch noch Telefonteile abnehmen, letzteres ist aber nicht mehr von Bedeutung, weil das Raumschiff trotzdem kommt, da E.T. bereits beim Herbeiruf-Symbol das Raumschiff kontaktiert hat (sollte E.T. es nicht rechtzeitig auf das Ziel-Symbol schaffen, sind abgenommene Telefonteile allerdings ein Nachteil, weil man diese dann erneut beschaffen muss, bevor man den Countdown erneut auslösen kann). Beginnt man ein neues Spiel, dann wird an dessen Ende die Punktezahl vom vorherigen Spiel zur Gesamtpunkteanzahl hinzugefügt. Dies geht so lange weiter, bis ein Spiel nicht mehr erfolgreich beendet werden kann, dann geht es mit den Punkten beim Starten eines neuen Spiels wieder von vorne los. Obwohl die Punkteanzahl nach dem Starten von neuen Spielen bis zum endgültigen Ableben von E.T. durchgehend weiter gezählt wird, kann man nicht von Levels im eigentlichen Sinn sprechen, da es nach dem Neustart keinerlei spieltechnische Veränderungen gibt und das Spiel immer nach demselben Schema verläuft. Am Ende eines Spiels (ungeachtet dessen, ob E.T. vom Raumschiff abgeholt wird oder nach der letzten Wiederbelebung durch Elliott bei 0 Lebenspunkten endgültig stirbt) werden dem Endpunktestand 3 Punkte hinzugefügt und somit kann der Endstand auch nicht unter 3 Punkten liegen.
Im Spiel wurden 4 Easter Eggs hinterlassen, drei davon sind dem Programmierer Howard Scott Warshaw und eines dem Grafikdesigner Jerome M. Domurat gewidmet. Die Telefonteile stellen in verzogener Form die Buchstaben HSW dar, welche die Initialen des Programmierers sind. Für das erste Easter Egg sammelt man alle drei Telefonteile (es würde auch nur das H genügen, man braucht aber alle drei Teile, um das Spiel zu beenden und zum zweiten Easter Egg zu gelangen) sowie 7 Süßigkeiten, welche man an Elliott übergibt. Dann muss man sich in die Gruben stürzen und nach der verdorrten Blume suchen. Diese Blume ist in jedem Spiel einmal enthalten und wen man E.T. auf sie bewegt und den Knopf am Joystick drückt, dann erblüht sie zum neuen Leben. Beim Vorgang für das erste Easter Egg verwandelt sich die Blume aber in einen YAR und fliegt nach oben davon. Dies stellt eine Reminiszenz an Yars’ Revenge dar, welches das erste von Howard Scott Warshaw programmierte Spiel für Atari ist. Nachdem man das erste Spiel erfolgreich beendet hat, startet man ein zweites Spiel und sammelt wieder alle drei Telefonteile (hier würde nun nur das S genügen, man muss das Spiel aber wieder erfolgreich beenden, um zum dritten Easter Egg zu gelangen) und erneut 7 Süßigkeiten ein, die man wieder an Elliott übergibt. Dann sucht man wieder die verdorrte Blume, welche sich nun in die Spielfigur von Indiana Jones verwandelt. Das an den ersten Indiana Jones Film angelehnte Raiders of the Lost Ark ist das zweite von Howard Scott Warshaw programmierte Spiel für Atari. Nach dem erfolgreichen Beenden des Spiels startet man erneut ein weiteres Spiel und geht wieder wie beschrieben vor (für das Easter Egg selbst muss man jetzt nur noch das Telefonteil W einsammeln, da das Spiel dafür nicht mehr beendet werden muss, weil es das letzte Easter Egg darstellt). Nun erblüht die Blume wie üblich, der Punktestand wird nun aber teilweise verdeckt und an der verdeckten Stelle wird HSW3 angezeigt. Das sind wieder die Initialen des Programmierers und die 3 steht für das Spiel selbst, da E.T. the Extra-Terrestrial das dritte von Howard Scott Warshaw programmierte Spiel für Atari ist. Um das Easter Egg für den Grafikdesigner Jerome M. Domurat anzuzeigen, startet man das Spiel im ersten Modus (mit dem FBI-Agenten und dem Wissenschaftler) und sammelt eine Süßigkeit und bewegt sich in das Spielfeld mit den 8 Löchern. Übergibt man diese eine Süßigkeit an Elliott, dann werden im Spielfeld mit den 8 Löchern im oberen Balken höhenversetzt und ineinandergreifend die Initialen JD angezeigt. 
Neben den Easter Eggs sind im Spiel mehrere Programmfehler enthalten. Der unangenehmste Programmfehler besteht darin, dass in den Modi mit den Verfolgern trotz aller drei eingesammelten Telefonteile der Countdown durch das Herbeiruf-Symbol nicht ausgelöst wird, wenn sich ein Verfolger gerade auf dem Spielfeld befindet. Man muss E.T. dann meist zwei bis drei Spielfelder weiter und dann wieder zurückbewegen, damit der Verfolger nicht mehr im Spielfeld mit dem Herbeiruf-Symbol verweilt. Oft werden die Verfolger (und auch Elliott nach dem Abholen der Süßigkeiten) durch das Gebäude-Symbol nicht in das Spielfeld mit den Gebäuden transferiert, sie bewegen sich nur an den unteren Bildschirmrand des aktuellen Spielfelds und verharren dort an einer Stelle. Dies ist jedoch ein Vorteil für den Spieler, das Spielfeld kann nun gefahrlos inspiziert werden, da einem für die Dauer des Aufenthalts auf dem Spielfeld kein Verfolger mehr nachstellen kann (es kann sich aus programmiertechnischen Gründen neben E.T. stets nur eine weitere Figur auf einem Spielfeld befinden). Schafft man es, in einem Spiel über 31 Süßigkeiten zu sammeln (laut Anleitung soll dies nicht möglich sein, in seltenen Fällen kommt es aber vor, dass mehr als 31 Süßigkeiten zu finden sind), dann wird E.T. komplett schwarz gefärbt und es erscheinen im Balken mit der Punkteanzahl einige seltsame grafische Symbole sowie sich ständig wechselnde Teile des dritten Easter Eggs (HSW3).

## Geschichte

### Entwicklung
Das Spiel basiert auf dem gleichnamigen Film von Steven Spielberg und wurde von Howard Scott Warshaw, dem Programmierer des Bestsellers Yars’ Revenge, innerhalb von fünf Wochen entwickelt, um rechtzeitig zum Weihnachtsgeschäft fertig zu sein. Wegen des großen Erfolges des Spielberg-Films E.T. wurden ca. fünf Millionen Cartridges des Spiels hergestellt, da auch ein großer Erfolg für das Computerspiel erwartet wurde.

### Quelltext
2006 wurde das Spiel von Denis Debro dekompiliert und eine Quelltext-Variante rekonstruiert.

### Wiederveröffentlichung und nachträgliche Korrekturen
Nachdem das Spiel über einen langen Zeitraum nicht mehr verfügbar gewesen war, stellte das Internet Archive (s. Weblinks) auf seiner Website eine über den Browser spielbare Version von E.T. the Extra-Terrestrial und anderen Spieleklassikern zur Verfügung, emuliert mithilfe des Programms M.E.S.S.
Im Februar 2013 wurden von einem Fan ein ausführliches Codereview des Spiels und inoffizielle Korrekturen veröffentlicht, die viele der häufig geäußerten Schwachpunkte und Programmfehler im Spiel beheben. Diese wurden in die vom Internet Archive angebotene Version eingearbeitet.

## Rezeption

### Kritiken und Verkaufszahlen
Das Spiel war nach Ansicht vieler Kritiker von geringer grafischer und spielerischer Qualität, da es innerhalb von fünf Wochen rechtzeitig zum Weihnachtsgeschäft fertig sein sollte. Das schlechte Image des Spiels rührt wohl auch daher, dass man für dieses Spiel die Anleitung aufmerksam lesen musste, um zu wissen, was zu tun war, während die meisten anderen Spiele zu dieser Zeit sich mehr oder weniger von selbst erklärten. Der Titel erschien retrospektiv auf vielen Listen als eines der bisher schlechtesten Spiele. 
Aufgrund der im Allgemeinen negativen Rezeption bei Spielern und Fachpresse konnten von den produzierten Modulen insgesamt nur ca. 1,5 Millionen verkauft werden, trotz zuletzt signifikanter Preisabschläge. Obwohl damit in den Top 10 der meistverkauften Spiele für den Atari 2600, blieb Atari jedoch auf den meisten produzierten Einheiten (70 %) des Spiels sitzen. Ein Teil davon wurde zusammen mit anderen Restwaren auf einer Deponie in Alamogordo, New Mexico vergraben. Später wurde es häufig als Auslöser des Video Game Crash von 1983 bezeichnet.
Die hohe Erwartungshaltung an das Spiel (Atari hat dazu auch viel Geld in Fernsehwerbung gesteckt), die vielen Berichte über den kommerziellen Misserfolg im Zusammenhang mit dem Video Game Crash (Atari hat das selbst zu verantworten, das Spiel wäre finanziell erfolgreich gewesen, wenn man dafür nicht extrem hohe Lizenzgebühren zahlen hätte müssen und den Fehler gemacht hätte, vorab 5 Millionen Module zu produzieren), das auf den ersten Blick kompliziert wirkende Spielprinzip (sofern die Anleitung nicht gelesen wird) und der Umstand, dass man in den Modi mit den Verfolgern anfangs sehr frustriert sein kann, haben das Spiel unberechtigterweise in ein schlechtes Licht gerückt. Im Vergleich zu vielen anderen Spielen für das Atari 2600 ist das Spiel sowohl grafisch wie auch spielerisch durchaus gelungen und es kann zu den besseren Spielen für diese Konsole gezählt werden.

### Legendenbildung um die Vergrabung

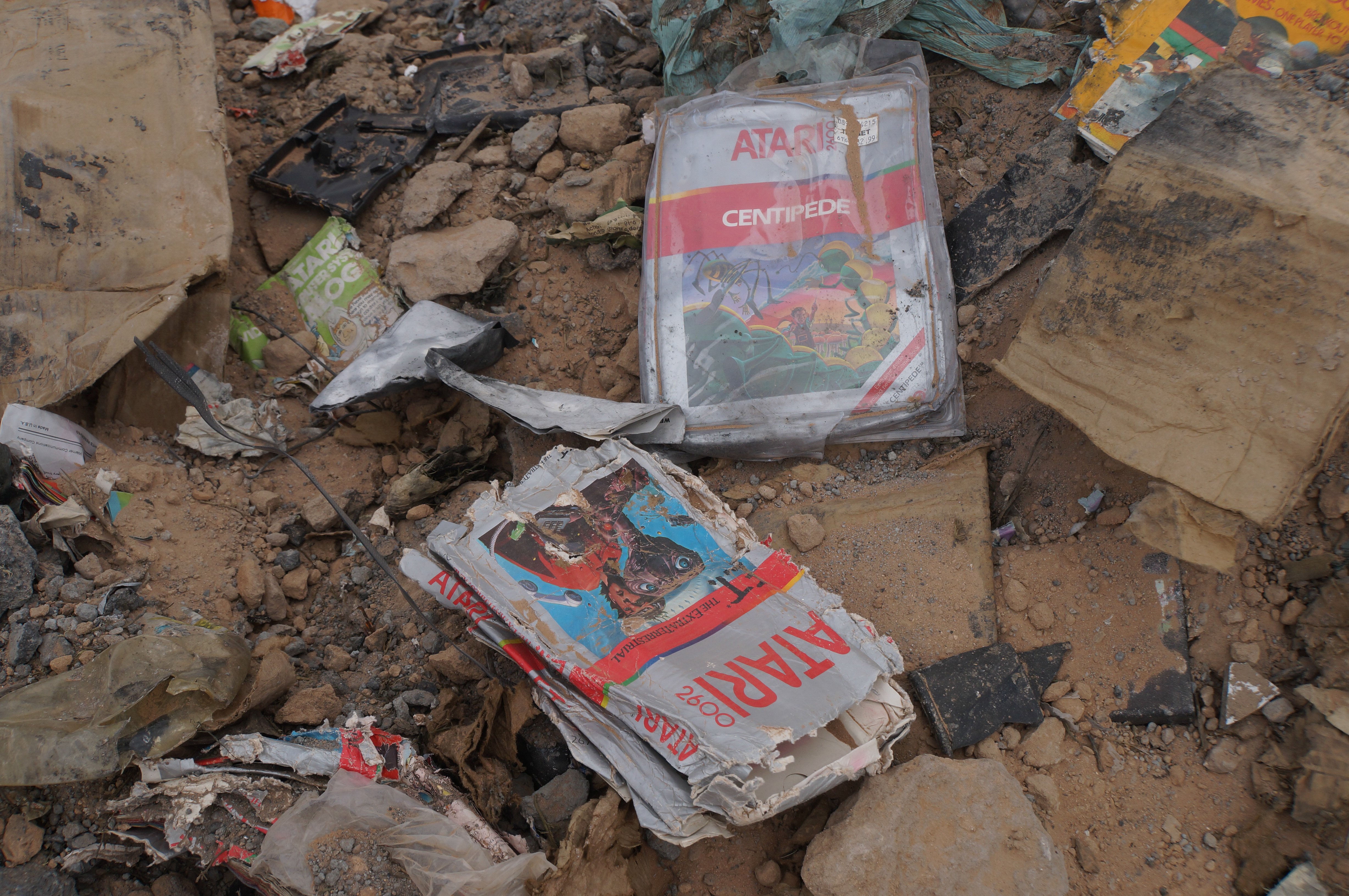
E.T.- und Centipede-Spieleverpackung, gefunden bei Ausgrabung der Alamogordo-Deponie (2014)

Um die Vergrabung von E.T. entstand im Laufe der Jahre eine moderne Sage, als Sinnbild für den Niedergang der amerikanischen Computerspielbranche Anfang der 1980er, die vielfach rezipiert wurde. Trotz zeitgenössischer Berichte wurde bisweilen angezweifelt, dass die Vergrabung tatsächlich stattgefunden habe. Anfang 2014 wurde schließlich eine von Fuel Industries und Microsoft initiierte Suche nach den vergrabenen Modulen durch die Umweltbehörde der Stadt Alamogordo bewilligt. Am 26. April 2014 stieß das Suchteam an der vermuteten Stelle auf zahlreiche E.T.-Spielmodule, teilweise noch in den originalen Verpackungen. Damit konnten die lange bestehenden Zweifel am Wahrheitsgehalt endgültig ausgeräumt werden. Über die Suche nach den Modulen erschien im November 2014 über Xbox Live ein Dokumentarfilm des Drehbuchautors Zak Penn mit dem Titel Atari: Game Over.